# Alma együttes

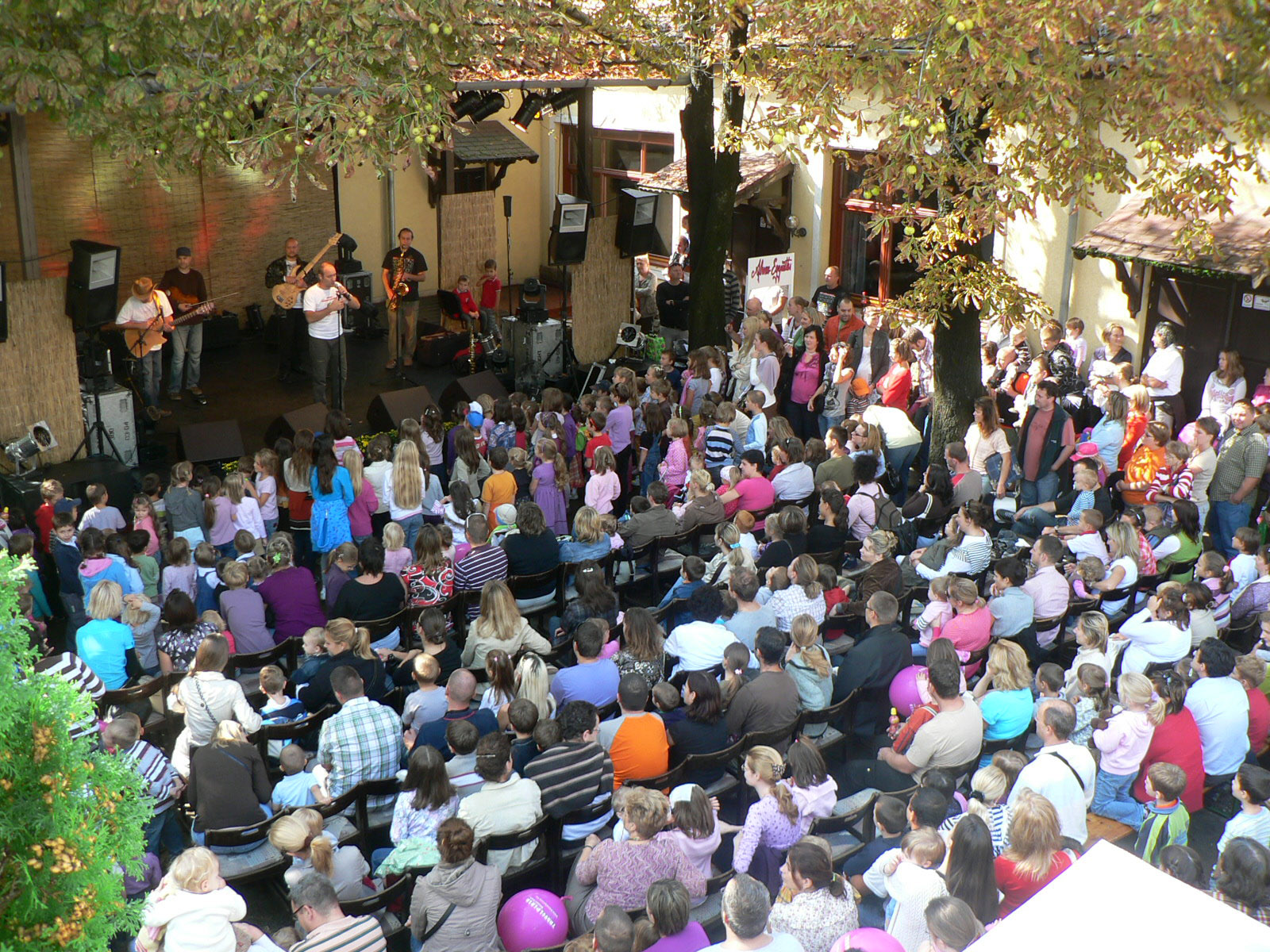
Az Alma együttes koncerten

Az Alma együttes egy magyar zenekar, amely  különösen kisgyermekek és szüleik körében népszerű.

## Története
Buda Gábor 1996-ban, egy gimnáziumi barátság nyomán alapította meg az akkor még négytagú Alma Együttest. Mivel eddigre már több száz saját szerzeménye készült el, kezdetben a felnőtt közönségnek játszották József Attila, Radnóti Miklós, Kosztolányi Dezső, Arany János, Petőfi Sándor és Romhányi József verseinek megzenésítéseit. Egy véletlen felkérés kapcsán kezdtek el gyerekeknek zenélni. Az első gyerekkoncertnek akkora sikere volt, hogy rögtön másik négy felkérést kaptak a jelenlévő pedagógusoktól. Hamarosan azon kapták magukat, hogy már csak gyerekkoncertjeik vannak. Ezért mondják magukról, hogy a gyerekek választották őket. Buda Gábor 1999-től egy évet töltött az Amerikai Egyesült Államokban. A frontember nélkül maradt együttes kénytelen volt feloszlani. Buda hazatérése után újjáalakította a zenekart. 2002-ben nősült meg; felesége 2004-től az együttes menedzsere. 2015-ben elváltak.
2018 júliusában a zenekar kettévált. Buda régi-új zenészekkel megújította az Alma együttest, a négy korábbi tag pedig Kifli Zenekar néven egy új gyerekegyüttest alapított.
Legnagyobb slágerük, a Ma van a szülinapom! a leggyakrabban megosztott hazai Facebook tartalom, a YouTube-on 27 millió letöltésnél jár.

## Tagjai
- Buda Gábor (Budapest 1974, 01. 08.)
- Berkesi Sándor ("Alex") (Debrecen, 1972. 09. 27.)
- Mike Ariel (Tatabánya, 1987. 01. 05.)

### Korábbi tagjai
- Maroevich Zsolt (2004–2018)
- Székely Zoltán (2008–2018)
- Szabó Tibor (2001–2018)
- Körmendy Dávid (2013–2018)
- Berkesi Sándor ("Alex") (2010–2012)
- Radnai Róbert (1996–2005)
- Kerényi Ákos (2004–2005)
- Pirisi László (2001–2004)
- Molnár Péter (1999–2001)
- Kertész Sándor (1999–2001)
- Zeke Szilárd (1996–2001)
- Komesz András (1996–1999)
- Erkel Gyula (Debrecen, 1978. 08. 17.)[3]
- Ránki András (Budapest, 1982. 08. 22.)
- Mits Marci (Székesfehérvár, 1981)

## Albumai
- Alma (1997)
- Téli-nyári alma (2004)
- Bio (2006)
- Maxikukac (2007)
- Játsszunk együtt! (2008)
- Minimax maxi (2009)
- Mars a buliba! (2009)
- Bartos Erika Balaton (2010)
- Aranyalma kottáskönyv (2011)
- Szén, szerelem, költemény (2012)
- Mirelit (2012)
- Sárvári mese (2013)
- Bűvös mesetorna (2015)
- Csinkofák (2016)
- Hortobágy (2018)

## Kedvelt dalai
- Bogyó és Babóca
- Ma van a szülinapom!
- Szuperkukák
- Mennyi selymes puhaság
- Almamánia
- Khumba